# Konfederacja Spytka z Melsztyna

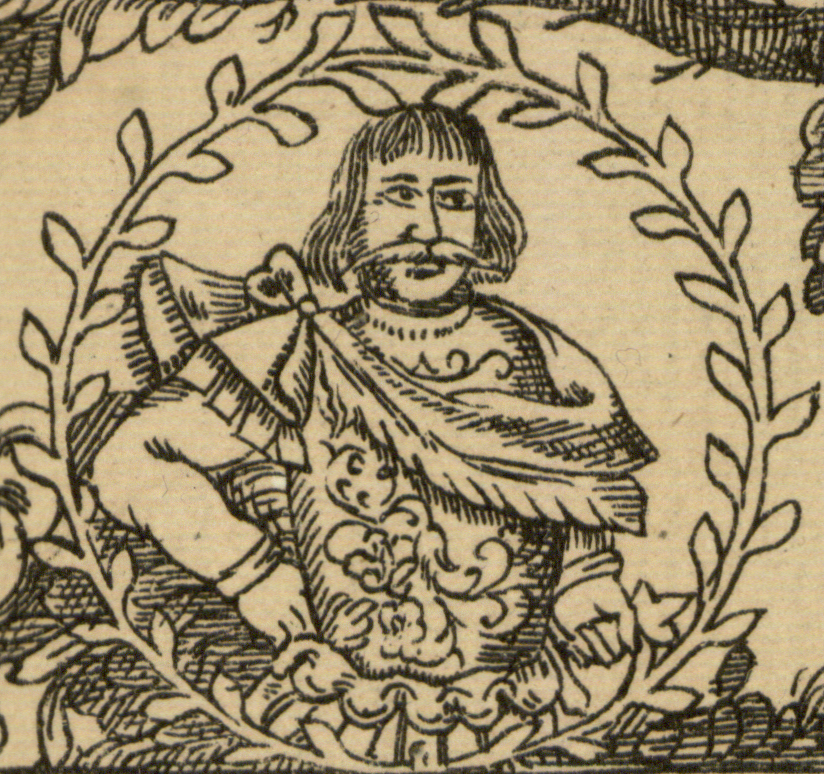
Drzewo genealogiczne rodów: Tarnowskich, Melsztyńskich i Jarosławskich", fragment z podobizną Spytka III Melsztyńskiego, (miedzioryt Augustinus Thille, tekst A.K. Jastrzębski, 1644; przedruk Adam Piliński, 1872).

Konfederacja Spytka z Melsztyna 1439 (także konfederacja korczyńska) – związek zbrojny zawiązany 3 maja 1439 w Nowym Mieście Korczynie przez opozycję szlachecką pod wodzą Spytka z Melsztyna, w celu odsunięcia od władzy biskupa Zbigniewa Oleśnickiego, inicjatora antyhusyckiej konfederacji.
Konfederacja była jednym z przejawów kryzysu wewnętrznego po śmierci Władysława II Jagiełły (1434), wywołanego rywalizacją między obozem oligarchicznym biskupa Zbigniewa Oleśnickiego, faktycznie rządzącym w okresie małoletniości (1434–1438) króla Władysława Warneńczyka, a stronnictwem dworskim królowej Zofii Holszańskiej oraz przedstawicieli młodszego pokolenia rodów rycerskich, którym uniemożliwiano awans w hierarchii urzędniczej. Konfederacja poniosła klęskę w bitwie pod Grotnikami koło Nowego Korczyna.
Dążenie Jagiellonów do zdobycia korony czeskiej dla królewicza Kazimierza, czemu był przeciwny Oleśnicki, doprowadziło do zbliżenia dworu królewskiego z proczeską (sympatyzującą też z husytyzmem) szlachtą i częścią możnych, którym przewodził Spytko; pod jego przewodem na zjeździe w Nowym Mieście Korczynie 168 przedstawicieli rycerstwa ziemi krakowskiej, sandomierskiej, lubelskiej i Rusi, z udziałem przedstawicieli Wielkopolski i stronników królowej, zawiązało konfederację, której celem było "usunięcie zjawisk godzących w interesy ogółu, wywołanych młodocianym wiekiem króla", pod czym rozumiano ograniczenie wpływów Oleśnickiego. Gdy okazało się, że siły konfederatów są zbyt słabe, dwór (który oficjalnie nie przyznawał się do powiązań z konfederacją) w ostatniej chwili wycofał się z planów konfrontacji, przystając na kompromis z biskupem krakowskim; stronnicy królowej odstąpili Spytka, co następnego dnia (6 maja 1439) spowodowało jego klęskę w bitwie pod Grotnikami, w której konfederaci zostali rozbici, a Spytko zmarł w wyniku odniesionych ran. Opór Oleśnickiemu stawiał jednak nadal Abraham Głowacz ze Zbąszynia. Obóz Oleśnickiego musiał się jednak zgodzić na ustępstwa, dopuszczając ludzi związanych z królową Zofią do urzędów (takich jak: Piotr Polak, Mikołaj Zakrzowski, Jan Mokrski, Mikołaj Lasocki, Piotr z Kamieńca, Dersław Włostowski, Dobek ze Szczekocin, Marcin z Grabowa), co w pełni zaowocowało dopiero w okresie panowania Kazimierza IV Jagiellończyka.